# Вало, Вилле
Ви́лле Хе́рманни Ва́ло (фин. Ville Hermanni Valo, творческий псевдоним — VV; род. 22 ноября 1976, Хельсинки) — финский музыкант, певец, композитор, наиболее известен как ведущий вокалист рок-группы HIM.
Родился и вырос в Хельсинки в семье матери-венгерки и отца-финна. Вало начал свою карьеру, играя на басу и барабанах в различных группах по всему городу. В 1991 году с Микко «Миге» Паананеном стал соучредителем, а затем вокалистом группы HIM, которая впоследствии стала одной из самых успешных финских групп всех времён и первой, получившей золотую пластинку в США (за альбом Dark Light, вышедший в 2005 году). Помимо HIM, Вало за свою карьеру сотрудничал с различными исполнителями, включая финских, таких как Agents, The 69 Eyes и Apocalyptica. В 2020 году Вало начал сольную карьеру под псевдонимом VV. Его дебютный альбом, Neon Noir, был выпущен в 2023 году.
Является создателем хартаграммы (англ. heartagram), торговой марки HIM, которая приобрела большую популярность за пределами фанатов группы. Ввёл термин «love metal» (рус. любовный метал, лав-метал), который был придуман из-за того, что слушателям было трудно классифицировать музыку HIM.
Вало получил несколько наград в музыкальной индустрии и был расценён некоторыми изданиями как секс-символ. Несмотря на заявления Вало о том, что музыка HIM далека от жанров готик-рок и готик-метал, журнал Metal Hammer назвал Вало «королём готов», а HIM также были названы «королями готов».

## Ранняя жизнь
Вилле Херманни Вало родился в Хельсинки, Финляндия, 22 ноября 1976 года, в семье матери-венгерки и отца-финна. Его мать, Анита, работала продавщицей обуви, а затем в городе Хельсинки. Его отец, Кари, работал водителем такси, прежде чем открыть секс-шоп, где Вало позже работал подростком. У Вало также есть младший брат, Йесси, который, как и его старший брат, начал музыкальную карьеру, прежде чем заняться профессиональным кикбоксингом. Через несколько месяцев после рождения Вало семья переехала из Валлилы в Улункюля, где позже Вало посещал общеобразовательную школу. Самые ранние музыкальные воспоминания Вало связаны с его отцом, который часто слушал финских народных исполнителей, таких как Туомари Нурмио и Тапио Раутаваара, сидя за рулем такси. Мать Вало также рассказала, как «Paratiisi» Раули «Бэддинга» Сомерйоки было единственным, что успокаивало Вало в детстве. В возрасте восьми лет Вало купил альбом Animalize группы Kiss, который пробудил его интерес к музыке.
После второго класса Вало был принят в класс, ориентированный на музыку, где он взял в руки бас-гитару, вдохновлённый Джином Симмонсом из Kiss. В третьем классе Вало подружился с Микко «Миге» Паананеном, который также играл на басу. Примерно в четвёртом или пятом классе Вало присоединился к своей первой группе, B.L.O.O.D., которая отыграла свое первое и единственное шоу перед классом Вало. Впоследствии Вало присоединился к Eloveena Boys, которые исполнили множество каверов на U2 и Dire Straits на школьных танцах. Вало также написал свою первую песню, находясь в группе. В седьмом классе Вало познакомился с гитаристом Микко «Линде» Линдстрёмом, с которым он присоединился к Aurora, в которой Вало играл на барабанах. В младших классах средней школы Вало посещал Хельсинкскую консерваторию поп-музыки и джаза, одновременно играя на басу и барабанах в различных других группах. Впоследствии он подал заявление в среднюю школу Сибелиуса, ориентированную на музыку, но получил отказ. Вало, в конце концов, бросил школу, чтобы сосредоточиться на своей музыкальной карьере. Ему также разрешили пропустить национальную военную службу Финляндии из-за его астмы.

## Карьера

### HIM

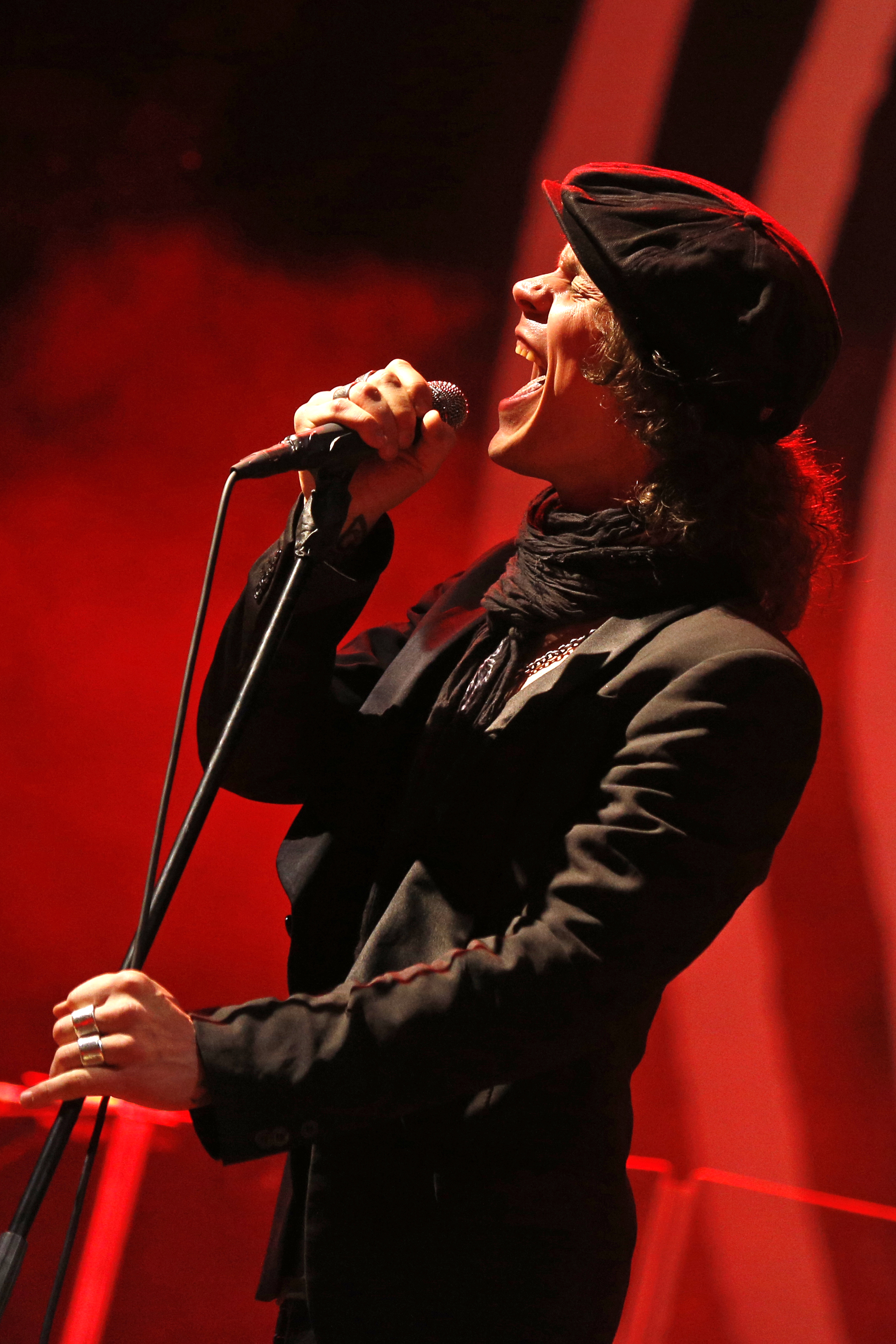
Выступление Вилле Вало с HIM во время фестиваля Nova Rock в 2013 году.

В 1991 году Вало и Микко «Миге» Паананен сформировали His Infernal Majesty. Однако, группа распалась в 1993 году, когда Миге начал свою национальную военную службу. Группа была реформирована в 1995 году Вало и Микко «Линде» Линдстрёмом. После воссоединения с Миге, а также добавления клавишника Антто Меласниеми и барабанщика Юхана «Патки» Рантала, His Infernal Majesty, которую теперь зовут просто HIM, выпустили свой дебютный альбом Greatest Lovesongs Vol. 666 в 1997 году. В 2000 году, теперь уже с барабанщиком Микой «Гас Липстиком» Карппиненом и клавишником Юсси-Микко Салминеном, HIM выпустили Razorblade Romance, который достиг первого места в Финляндии, Австрии и Германии. После замены Салминена на Янне «Бёртона» Пууртинена группа выпустила Deep Shadows and Brilliant Highlights (2001) и Love Metal (2003), которые продолжали способствовать успеху HIM по всей Европе. Эти альбомы также проложили путь для первых туров по Великобритании и США.
В 2005 году HIM выпустили Dark Light, который стал самым коммерчески успешным альбомом группы на сегодняшний день. Это также дало HIM стать первой финской группой в истории, получившей золотую пластинку в США. После Dark Light последовал Venus Doom 2007 года. Он обеспечил HIM самую высокую позицию в чарте США и принёс группе первую и единственную номинацию на Грэмми, за лучшее оформление специального издания. После выхода в 2010 году Screamworks: Love in Theory and Practice, HIM взяли длительный перерыв после того, как Гас Липстик был вынужден взять отпуск по болезни. После нескольких месяцев неопределённости группа перегруппировалась и выпустила Tears on Tape в 2013 году. Позже Гас Липстик объявил о своём уходе из группы в 2015 году. Его заменил Юкка «Космо» Крёгер. Была начата предварительная работа над другим альбомом, но в конечном итоге группа почувствовала, что «коллективно отдавать больше нечего». 5 марта 2017 года HIM объявил, что группа распадается после прощального тура. HIM отыграли своё последнее шоу в канун Нового года в рамках своего ежегодного фестиваля Helldone.

### Сотрудничество и сольная карьера

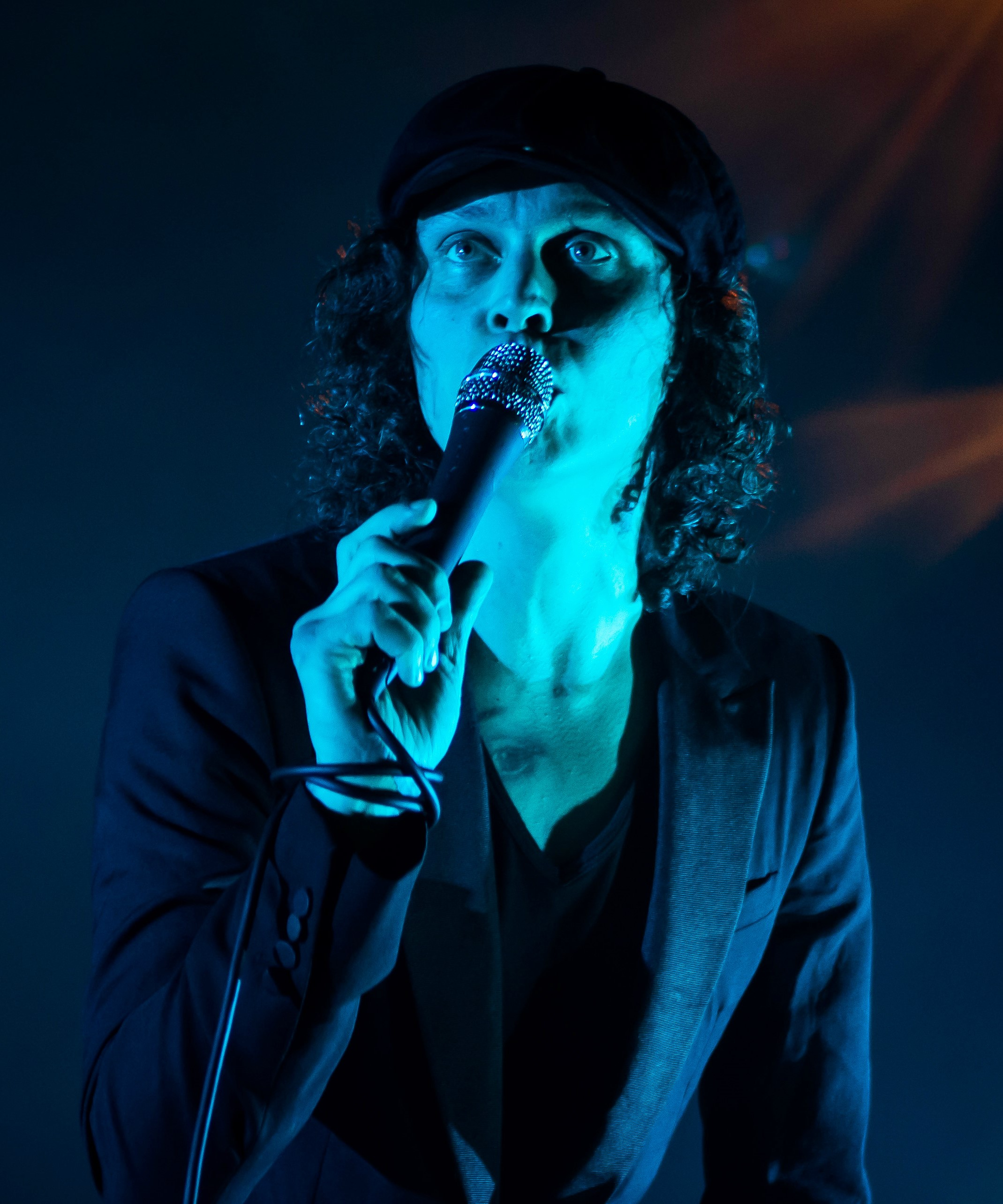
Выступление Вилле Вало с HIM в Сан-Паулу, Бразилия, 30 марта 2014 года.

За свою карьеру Вало внёс свой вклад в многочисленные релизы других исполнителей, включая The 69 Eyes, Anathema, Энди МакКоя, Bloodhound Gang, Cradle of Filth, Джеффа Уокера, Lullacry, MGT, The Mission и Tehosekoitin. Вало также был участником Daniel Lioneye, сайд-проекта, созданного Вало и другими участниками HIM, Линде и Миге. Вало играл на барабанах в альбоме группы 2001 года, The King of Rock 'n Roll, и сопровождающем его турне. В 2014 году первоначальный состав группы воссоединился на фестивале Helldone.
В 1999 году Вало появился в качестве приглашенного вокалиста в телешоу Laulava sydän, где он исполнил три песни с финской шлягерной группой Agents. В 2004 году группа Apocalyptica выпустила сингл «Bittersweet», в котором дополнительный вокал исполнили Вало и Лаури Юлёнен из The Rasmus. Песня заняла первое место в Финляндии, а также попала в десятку лучших в Германии и Швейцарии. Вало и Юлёнен исполнили песню с Apocalyptica вживую в первый и единственный раз в январе 2005 года на благотворительном концерте Yhteinen ASIA в поддержку жертв землетрясения и цунами в Индийском океане 2004 года. В 2006 году Вало записал вокал для сборника Synkkien Laulujen Maa. Он исполнил треки «Kun minä kotoani läksin» и «Täällä Pohjantähden alla», последний из которых был спет дуэтом со знаменитым финским исполнителем Кари Тапио. Позже Вало описал запись песни с Тапио как одно из величайших событий в своей музыкальной карьере. В 2007 году Вало и немецкая актриса и певица Наталья Авелон записали кавер-версию песни Ли Хейзлвуда, «Summer Wine», для фильма Дикая жизнь. Песня заняла первое место в чартах Финляндии и Греции, а также второе место в Германии и Швейцарии. Позже она будет сертифицирована статусом платиновой в Финляндии и Германии.
В 2014 году на фестивале Helldone Вало дебютировал с сольным концертом, когда исполнил ряд песен под псевдонимом «Рэмбо-Рембо» (англ. Rambo Rimbaud). В 2016 году Вало выпустил кавер-версию «Olet Mun Kaikuluotain» (финская версия песни Джона Денвера, «Annie's Song»), чтобы отпраздновать 50-летие Love Records. Сингл занял первое место в финском чарте цифровых продаж песен. Также было снято музыкальное видео, режиссёром которого выступил Юка Ярвинен. Позже оно получило награду в номинации «Видео года» на Emma Gala в 2016 году. В 2017 году Вало предоставил саундтрек к видеоигре виртуальной реальности Downward Spiral: Prologue от студии 3rd Eye Studios. Он также написал музыку к продолжению 2018 года, Downward Spiral: Horus Station.
В августе 2018 года было объявлено, что Вало воссоединится с Agents для записи песен (включая ранее неизданные) покойного финского певца и автора песен Раули «Бэддинга» Сомерйоки. Вало описал проект как огромную честь, поскольку с детства был фанатом Сомерйоки и Agents. Ville Valo & Agents дебютировали вживую на Emma Gala в 2018 году. Их одноимённый альбом был выпущен 15 февраля 2019 года и дебютировал на первом месте в чарте альбомов Финляндии, став золотым менее чем за неделю. Затем группа отправилась в турне по Финляндии, которое завершилось в августе 2019 года, через год после первоначального анонса проекта. По словам Вало, партнёрство всегда должно было оставаться «коротким, но приятным», поэтому после тура его пути с Agents разошлись. Их сотрудничество получило три номинации на премию Emma Awards.
20 марта 2020 года Вало выпустил неожиданный мини-альбом Gothica Fennica Vol. 1 под псевдонимом VV. Два из трех его треков попали в чарты Финляндии. В апреле 2022 года Вало выпустил «Loveletting», первый сингл со своего дебютного сольного альбома Neon Noir, который был выпущен 13 января 2023 года. Вало описал релиз как «слезливый марафон туши для ресниц между Робертом Смитом и Оззи, с щепоткой надежды». Он попал в чарты шести стран, дебютировав под номером один в Финляндии и под номером четыре в Германии. Он также победил в категории рока на премии Emma Awards. В поддержку альбома Вало отправился в мировое турне, которое начнется в январе 2023 года. Его бэк-группа состоит из ведущего гитариста Микко Вирты, ритм-гитариста Сампо Сундстрёма, басиста Юхо Вехманена и барабанщика Ристо Рикала. В сентябре Вало отправился в тур по Северной Америке в качестве совместного хедлайнера с Black Veil Brides. Они также сотрудничали над кавером «Temple of Love» группы The Sisters of Mercy, который был выпущен в июне. Тур в поддержку Neon Noir завершился в лондонском Альберт-холле 10 мая 2024 года.

### Другие работы
Вало неоднократно появлялся на телевидении и в кино. В 1998 году у него была небольшая роль в короткометражном фильме режиссёра Ильппо Похьолы, Asphalto. В 2008 году Вало озвучил персонажа Мото-Мото в финском дубляже фильма Мадагаскар 2. Вало также появился в нескольких проектах Бэма Марджеры, включая фильм Придурки и шоу Да здравствует Бэм!. Хотя он получал предложения на несколько небольших актёрских ролей, Вало утверждал, что он не актёр, в шутку заявив в 2013 году: «Я всегда чувствовал, что [HIM нужно] продать ещё около 80 миллионов копий, чтобы я стал актером, художником, оперным певцом или телеведущим.»
В 2005 году Вало разработал ограниченную линейку банок Coca-Cola Light, вырученные средства пошли Красному Кресту. В 2020 году Paulig назвал Вало новым лицом кофе Presidentti.

## Личная жизнь
Вало проживает в городе Хельсинки, Финляндия. В 2006 году Вало приобрёл рыцарскую башню XIX века в Мунккиниеми, где он жил до 2015 года, когда дом был выставлен на продажу.
Вало встречался с финской телеведущей и моделью Йонной Нюгрен в начале 2000-х. Они обручились в 2005 году, но в следующем году расстались. Они ненадолго воссоединились в середине 2006 года, прежде чем снова расстаться в 2007 году. Затем Вало был вовлечён в отношения с нераскрытым партнёром, который послужил его основным источником вдохновения для альбома 2010 года, Screamworks: Love in Theory and Practice. В 2012 году Вало был связан с французской моделью Сандрой Миттикой. Сообщается, что они прекратили свои отношения в 2015 году. С 2016 года Вало состоит в отношениях с финской моделью Кристель Карху. Они впервые появились на публике вместе в феврале 2017 года.
Вало был вегетарианцем с подросткового возраста. В 2017 году он описал свою диету как «почти веганскую».
В 2004 году Вало был приглашён на президентский прием по случаю Дня независимости в президентский дворец Финляндии, но не смог присутствовать из-за лихорадки. Он присутствовал позже, в 2006 году.

### Злоупотребление психоактивными веществами
Вало заявил о своей незаинтересованности в наркотиках, назвав сигареты и алкоголь двумя своими единственными пороками. В 2000 году пьяный Вало чуть не спрыгнул с тринадцатого этажа отеля в Германии, прежде чем его оттащили друзья. В ноябре 2004 года в New York Post была опубликована статья, в которой Вало обвиняли в том, что он выступал в нетрезвом виде на концерте HIM в Ирвинг Плаза. Сообщается, что Вало швырял полупустые пивные банки через всю сцену в дополнение к невнятным словам и забыванию текстов песен. В 2005 году, в Миннеаполисе, в напиток Вало был добавлен какой-то наркотик. Он получил незначительные травмы, у него отобрали куртку, лекарство от астмы, сигареты, кредитные карты и сотовый телефон. В феврале 2006 года Вало был арестован в своем доме в Хельсинки после того, как предположительно угрожал убить своего соседа и оказал сопротивление при аресте. Позже он подробно рассказал об инциденте, заявив: «Это был парень, который просто наговорил много чепухи обо мне и моей невесте. И я разозлился, я подошел к его двери, я пнул её, потом он открыл дверь, и я сказал ему, что если он когда-нибудь будет плохо говорить обо мне и моей девушке, то в конечном итоге он умрёт, и я ударил его кулаком в лицо, вот и всё.»
Во время работы над альбомом HIM 2007 года, Venus Doom, злоупотребление алкоголем Вало обострилось до такой степени, что его рвало и он испражнялся кровью. В конце концов у него случился нервный срыв. Несмотря на кратковременное выздоровление, Вало снова начал пить в процессе микширования. В конце концов его менеджер, Сеппо Вестеринен, поместил его в реабилитационную клинику Promises в Малибу. Позже Вало назвал депрессию и стресс факторами, способствующими его злоупотреблению алкоголем в то время. Над альбомом HIM 2010 года, Screamworks: Love in Theory and Practice, Вало впервые в истории группы работал абсолютно трезвым. С тех пор у него случился рецидив, хотя он продолжал прилагать усилия, чтобы сбалансировать своё употребление алкоголя. В 2013 году Вало заявил: «Я периодически пью. Если я и пью, то правильно в течение длительного времени. А если я не пью, то я не пью вообще.» В 2017 году Вало заявил, что употребляет алкоголь только раз в месяц. К 2023 году Вало бросил пить и курить. Однако он воздержался называть себя трезвенником, заявив:«Я никогда не говорю „никогда“. У меня есть привычка, если я что-то запрещаю, я хочу этого в два раза сильнее.»

## Артистизм и влияние

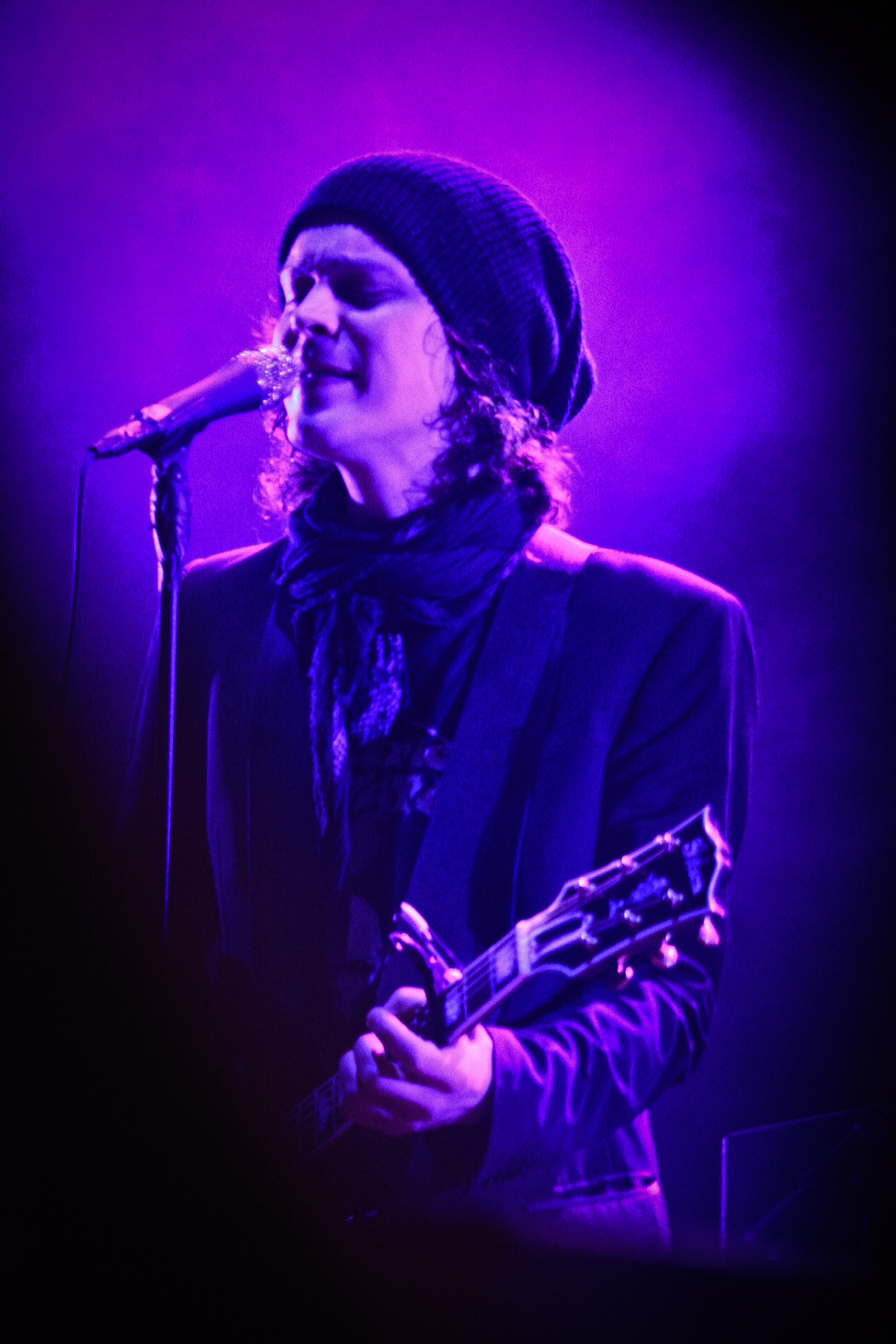
Вало известен своим глубоким баритоном и «неторопливым соблазнительным присутствием на сцене».

Как автор песен, многие песни Вало затрагивают темы любви. Он заявил: «Я чувствую, что нет темы более важной для песни, чем отношения. Это единственное, что меня трогает.» Вало также черпает вдохновение в литературе, но только в определённых её аспектах, объясняя: «Как парень, который пишет песни, я прихожу в восторг от идеи, или книги, или предложения. Я не обязательно в восторге от всего Толкина, я просто в восторге от урук-хая. Небольшая деталь, которая просто заставляет мой разум работать с перебоями.» Тексты песен Вало были описаны как «сочащиеся кровью сердца и готическая мелодрама». Вало и остальные участники HIM называли музыку группы «love metal», идея которой заключалась в сочетании более мелодичных и меланхоличных элементов с более тяжёлыми влияниями. Он описал музыку HIM как «сентиментальный, тяжёлый рок». Термин был придуман из-за трудной классификации музыки группы. Сам Вало вдохновлялся такими исполнителями как Black Sabbath (включая сольную карьеру Оззи Осборна), Type O Negative, Cradle of Filth, The Sisters of Mercy, Fields of the Nephilim, Depeche Mode, The Stooges (включая сольную карьеру Игги Попа), Kiss, Нил Янг, Джонни Кэш, Элвис Пресли, Раули «Бэддинг» Сомерйоки и Тапио Раутаваара. Также он вдохновлялся некоторыми писателями и другими деятелями различных направлений искусств, среди которых Эдгар Аллан По, Говард Филлипс Лавкрафт, Тимо Мукка, Шарль Бодлер, Чарльз Буковски, Алистер Кроули, Остин Осман Спейр, Дэвид Линч, Джон Карпентер, Майя Дерен и Сигэо Фукуда.
Во многом, успех HIM был обусловлен способностью Вало писать песни, его общественным имиджем и харизмой. У него баритон. В 2006 году он занял 80-е место в списке 100 лучших метал-вокалистов всех времён по версии журнала Hit Parader. Loudwire назвал Вало 14-м величайшим метал-фронтменом 21-го века, заявив: «Его баритон, бесспорно, великолепен, его вампирская харизма почти гипнотизирует, мужчины-фанаты отчаянно пытаются подражать ему, а женщины-фанатки истошно вопят, как будто он был вторым пришествием Элвиса.» Metal Hammer описал Вало как одну из немногих новых рок-звёзд начала 2000-х, заявив: «HIM не были похожи ни на одну другую группу. У них было что-то особенное, но что более важно, у них был особенный человек. Вилле сиял как звезда своим сочетанием позирования Мика Джаггера и мрачного очарования Брэндона Ли в Вороне.» Тем же журналом он был назван «королём готов», несмотря на то, что Вало не считает музыку HIM готической (сама же группа также была классифицирована как «короли готов»). Также Вало был признан секс-символом в опросах, проведенных Kerrang!, Revolver и MTV3. По поводу этих почестей Вало сказал: «Честно говоря, я не знаю, что такое секс-символ. Комплименты приятны, но мне всегда больше нравились комплименты в адрес музыки». Когда Вало спросили, не расстраивает ли это его как автора песен и музыканта, он ответил, что в конечном счёте «это не имеет значения». Он сравнил эту ситуацию с Kiss, отметив, что визуальные эффекты и музыка являются частью одного целого.

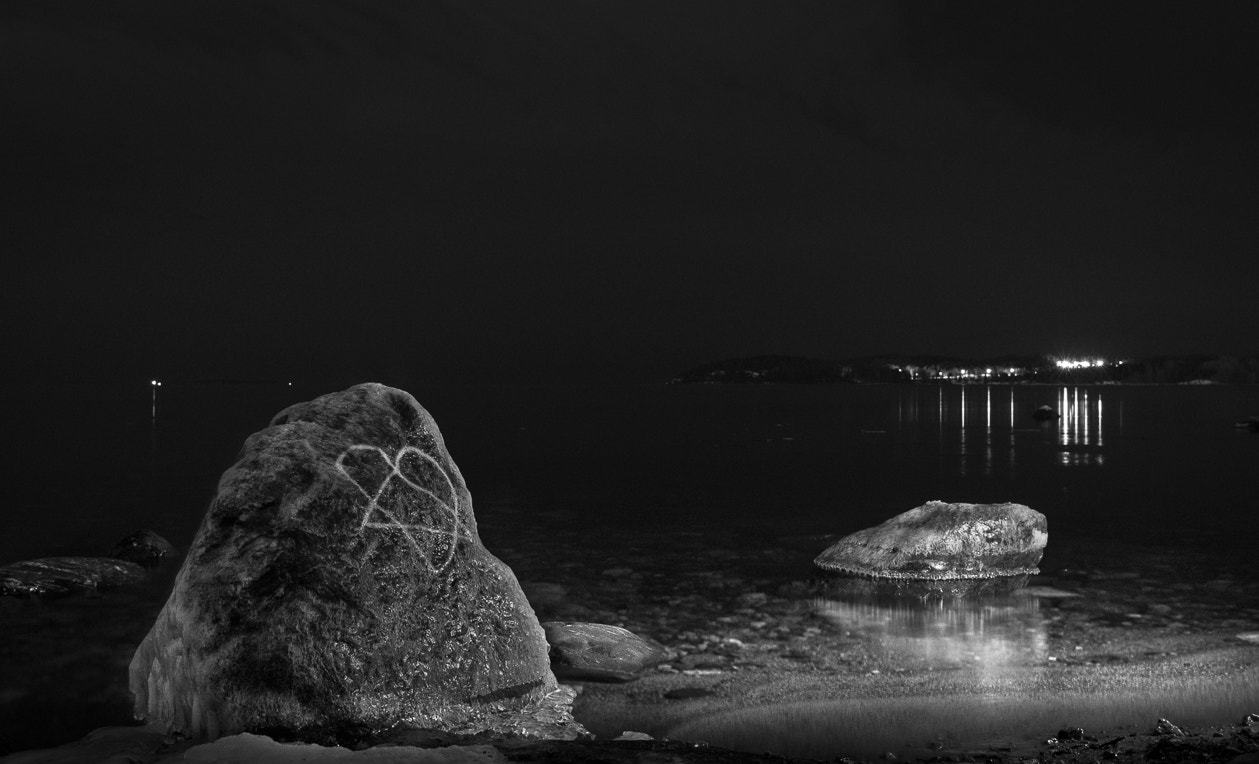
Хартаграмма, нарисованная на льде.

В свой двадцатый день рождения Вало создал хартаграмму (англ. heartagram), которая, в конечном итоге, стала символом HIM. Комбинация сердца и пентаграммы, она символизирует противопоставление «мягкого и твёрдого, мужского и женского, инь и ян». В музыкальном плане сердце олицетворяет более мягкую сторону HIM, в то время как пентаграмма передаёт более тяжёлые элементы звучания. Вало назвал хартаграмму своим величайшим творением. В 2013 году он отметил: «Сейчас у многих людей есть татуировки с хартаграммой. У Кэт Фон Ди есть такая, у Стива-О есть членограмма, которая похожа на хартаграмму, но заканчивается членом. Это начало жить своей собственной жизнью: есть много людей, у которых они есть, которые, на самом деле, не знают, что это было, не связывают это с группой, и в этом смысле я считаю это своим величайшим достижением. Так что, было бы здорово увидеть это на моём надгробии. И будет приятно посмотреть, что будет дальше.» Во время своей сольной карьеры Вало использовал вариацию хартаграммы с двумя дополнительными линиями, образующими прозвище VV. Что касается символа, Вало в шутку заявил: «С художественной точки зрения, главное отличие между HIM и VV — дополнительная линия в хартаграмме, но какая же это изысканная линия!»

## Дискография

### HIM
- Greatest Lovesongs Vol. 666 (1997)
- Razorblade Romance (2000)
- Deep Shadows and Brilliant Highlights (2001)
- Love Metal (2003)
- Dark Light (2005)
- Venus Doom (2007)
- Screamworks: Love in Theory and Practice (2010)
- Tears on Tape (2013)

### Daniel Lioneye
- The King of Rock 'n Roll (2001)

### Ville Valo & Agents
- Ville Valo & Agents (2019)

### VV
- Neon Noir (2023)